# 贝尼特·米勒
贝尼特·米勒（英語：Bennett Miller，1966年12月30日—）是一名美国电影导演，主要電影有《冷血字傳》（2005年）、《魔球》（2011年）和《獵狐捕手》（2014年）。坎城影展最佳導演獎得主，也曾經被兩次提名奧斯卡最佳導演獎。

## 事业
他执导的首部作品是1998年的纪录片《紐約巡遊》。他导演的2005年电影《柯波帝：冷血告白》让他获得了奥斯卡最佳影片与奥斯卡最佳导演奖提名。
2011年作品为根据迈克尔·刘易斯于2003年发表的书籍《魔球：逆境中致勝的智慧》改编成的棒球题材电影《魔球》，获得第84届奥斯卡金像奖最佳电影、改编剧本等六项提名。
他也导演电视广告和MV，比如卜·戴倫的歌曲"When the Deal Goes Down"。
2014年作品《暗黑冠軍路》改编自1984年夏季奥运会摔交金牌得主馬克·舒爾茨的自传，赢得第67屆坎城影展最佳導演獎，美国于2015年1月16日上映。获得第87届奥斯卡金像奖最佳导演、最佳原创剧本、最佳男主角等五项提名。

## 个人生活
他生于紐約市，在童年時他就與編劇丹·福特曼和演員菲利浦·西摩·霍夫曼認識。他與霍夫曼還是Mamaroneck High School同學。他們三人都在1984年畢業於 New York State Summer School of the Arts。

## 电影作品
| 年份 | 譯名             | 原名       | 導演 | 監製 | 編劇 | 備註                                                                                          |
| ---- | ---------------- | ---------- | ---- | ---- | ---- | --------------------------------------------------------------------------------------------- |
| 1998 | 紐約巡遊         | The Cruise | 是   | 是   | 是   | 也是攝影師                                                                                    |
| 2005 | 柯波帝：冷血告白 | Capote     | 是   |      |      | 提名奥斯卡最佳导演獎 提名英國電影學院獎最佳导演 提名奥斯卡最佳影片 提名英國電影學院獎最佳影片 |
| 2011 | 魔球             | Moneyball  | 是   |      |      | 提名奥斯卡最佳影片 提名金球奖最佳剧情片                                                       |
| 2014 | 暗黑冠軍路       | Foxcatcher | 是   | 是   |      | 坎城影展最佳導演獎 提名奥斯卡最佳导演獎                                                       |